# Narcisse (Le Caravage)
Vous lisez un « article de qualité » labellisé en 2022.  Il fait partie d'un « thème de qualité ».
Pour les articles homonymes, voir Narcisse.
Narcisse est un tableau généralement attribué au peintre milanais Michelangelo Merisi, dit Caravage, et probablement peint vers 1598-1599, désormais conservé à la galerie nationale d'Art ancien de Rome, au palais Barberini. Il représente de manière très dépouillée le personnage mythologique de Narcisse, non pas traité à l'antique mais dans une tenue contemporaine, qui se mire dans l'eau et tombe amoureux de sa propre image.
La date précise de réalisation du tableau et son éventuel commanditaire sont autant de sujets de débats parmi les spécialistes de l'histoire de l'art. L'attribution elle-même, si elle n'est pas absolument certaine, pose toutefois de moins en moins de questions à mesure que la recherche progresse, puisque de nombreux indices font converger vers une réalisation par Caravage, probablement lors de sa période romaine. 
Les analyses du tableau portent principalement sur le traitement du thème, mais aussi sur sa composition particulière : la position du personnage associée à son reflet dans l'eau mène à une organisation picturale circulaire peu commune, centrée autour d'un genou dénudé qui reçoit toute la lumière dans le tableau. Cette composition circulaire rappelle toutefois quelques autres traitements iconographiques propres à l'œuvre de Caravage.

## Historique

### La question de l'attribution

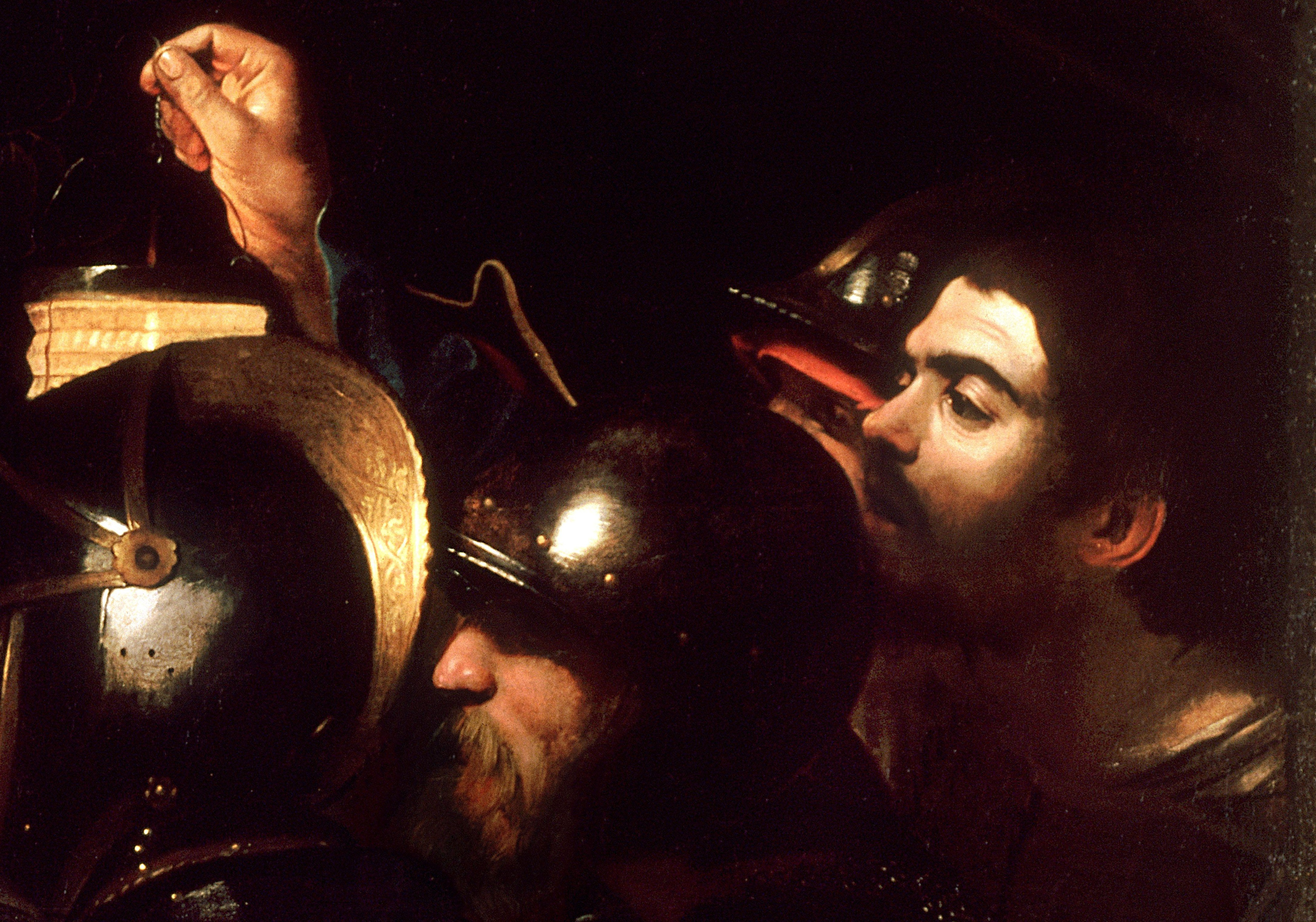
Caravage est probablement l'auteur de Narcisse, bien que ce point ne soit pas absolument certain faute de preuves archivales d'époque.
Autoportrait présumé, détail de l'homme à la lanterne dans L'Arrestation du Christ de 1602 (galerie nationale d'Irlande, Dublin).

L'attribution de ce tableau à Caravage fait débat — bien que la recherche tende de plus en plus, au début du XXIe siècle, à estimer probable une réalisation par le maître milanais. Certains chercheurs au cours du XXe siècle proposent à sa place une attribution à divers artistes comme Orazio Gentileschi, Bartolomeo Manfredi, voire lo Spadarino ou d'autres contemporains, mais des experts reconnus comme Mina Gregori ou Denis Mahon y voient bel et bien une œuvre autographe de Caravage,. 
C'est en réalité l'historien d'art Roberto Longhi qui postule le premier, dès 1914, qu'il s'agit d'une œuvre de Caravage, sans pourtant se fonder sur la moindre source ancienne mais en s'appuyant sur son analyse stylistique. Toutefois, grâce aux travaux menés en archives puis publiés en 1974 par Maurizio Marini, une trace historique d'un possible Narcisse attribué à Caravage refait surface dans un document daté de 1645 — soit près de 40 ans après la disparition du peintre — qui évoque son expédition en direction de Savone en Ligurie. La résolution de ces débats est d'autant plus complexe que la toile est en état de conservation médiocre ; néanmoins, les analyses techniques conduites notamment par la chercheuse Rossella Vodret à la suite du travail de restauration conduit dans les années 1990 contribuent à confirmer l'hypothèse d'une toile originale du maître. 
Différents indices techniques dirigent vers le peintre milanais : la présence de repentirs tend à prouver qu'il s'agit bien d'une œuvre originale, et l'absence de dessin sous-jacent est caractéristique de la méthode de Caravage. Par ailleurs, l'analyse stylistique est cohérente avec sa manière ténébriste et avec son usage courant d'un clair-obscur très marqué.
La date de création du tableau, et son éventuelle place dans l’œuvre de Caravage, font également l'objet de débats : une majorité d'auteurs estiment qu'une production tout à la fin du XVIe siècle est probable, vers 1598 ou 1599, mais certains comme John Spike optent pour une production très tardive (entre 1608 et 1610, année où meurt Merisi).

### Commanditaire éventuel
Aucun document d'époque n'a encore été retrouvé qui pourrait confirmer l'existence d'un commanditaire pour cette toile, et encore moins son identité ; la question est évidemment compliquée par l'absence de certitude quant à l'auteur de l'œuvre. Sa taille modeste (113,3 × 94 cm) est compatible, toutefois, avec l'hypothèse d'une commande pour la galerie privée d'un collectionneur romain. Si sa création s'effectue autour de l'année 1597, il est possible que cette œuvre fasse partie de celles réalisées pour le cardinal del Monte, principal mécène et protecteur de Caravage à Rome. Le commanditaire peut aussi appartenir à l'entourage du marquis Giustiniani.

### Parcours de la toile
Il est probable que la toile fasse partie de la collection d'une famille de banquiers florentins au XIXe siècle, avant de parvenir en possession d'un certain Paolo D’Ancona par le jeu d'un héritage en 1913. Une fois que Roberto Longhi l'attribue à Caravage, elle quitte alors cette collection privée milanaise pour être achetée par un diplomate russe du nom de Khvoschinsky, qui en fait don en 1916 à la galerie nationale de Rome,. 
En 1990 puis 1995-1996, le tableau bénéficie d'une restauration qui permet de gagner en lisibilité malgré l'état globalement médiocre de la surface picturale, d'affiner l'analyse des experts et de confirmer (pour la majorité d'entre eux) l'attribution à Caravage.

## Thème mythologique

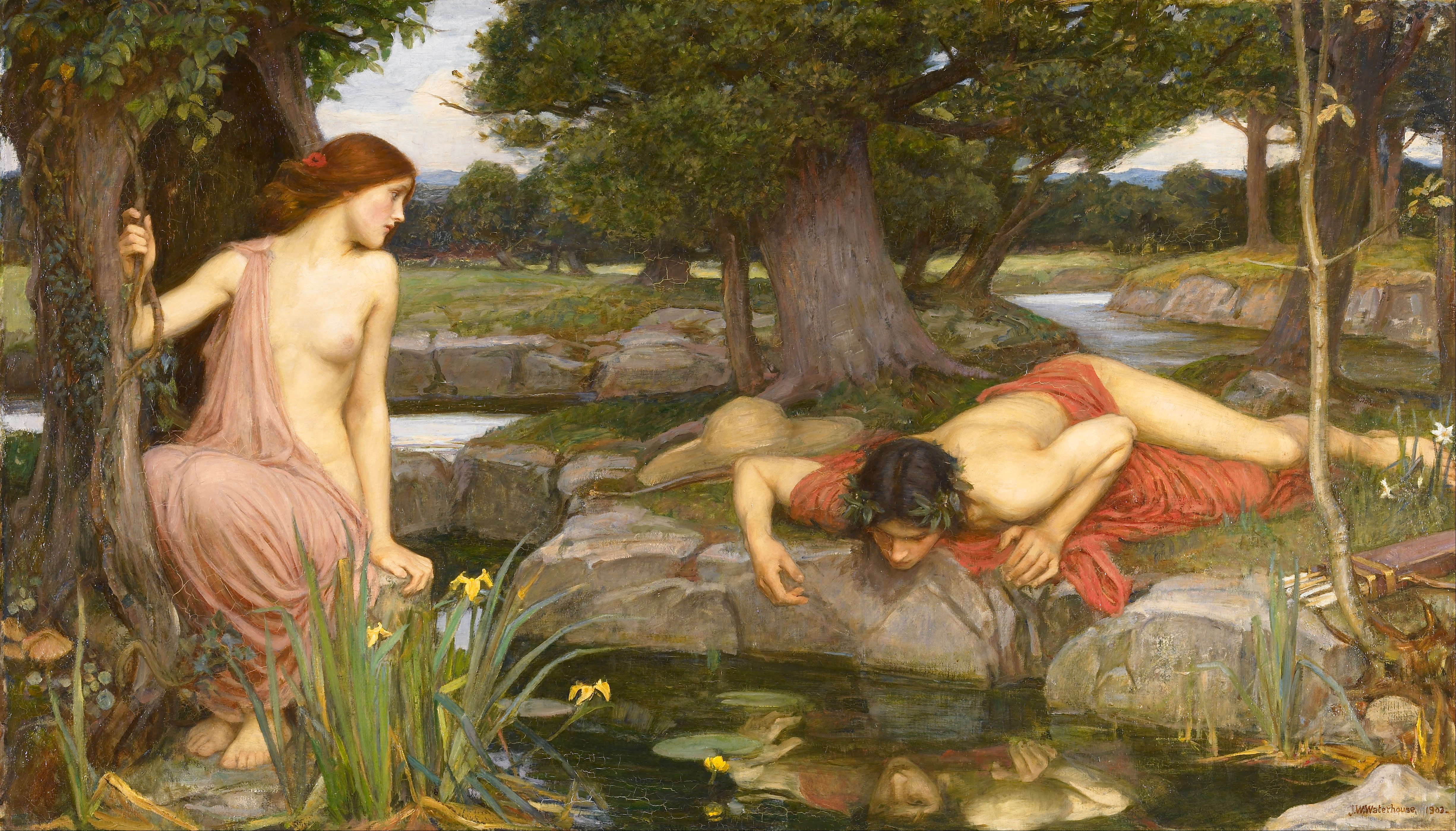
Dans ce tableau de 1903, John W. Waterhouse met en scène Narcisse plongé dans la contemplation de son reflet, et ignorant complètement la malheureuse Écho.
Walker Art Gallery, Liverpool.

Le mythe de Narcisse est raconté dans le livre III des Métamorphoses d'Ovide. Narcisse, superbe jeune homme très imbu de lui-même, est indifférent aux sentiments qu'il provoque autour de lui, et il rejette en particulier l'amour que lui porte sa malheureuse prétendante Écho, laquelle finit par en mourir. Ovide décrit ainsi l'événement qui mène ensuite Narcisse à sa perte, poussé par la déesse de la vengeance Némésis :

« Un jour, après la chasse, le jeune homme veut se désaltérer à une source d'eau pure, et s'éprend de son propre reflet dans l'eau. Éperdument amoureux de l'être qu'il aperçoit, il tente désespérément de saisir sa propre image, incapable de s'arracher à sa propre contemplation. »

— Ovide, Métamorphoses, livre III (légendes thébaines).
Une fois mort à cause de sa passion, Narcisse n'échappe pourtant pas à son terrible destin : même parvenu au royaume souterrain des morts, il continue à chercher son propre reflet dans les eaux du fleuve Styx.
Dès l'Antiquité, le thème de Narcisse est repris dans de nombreuses œuvres artistiques. Il est donc connu du milieu artistique romain du XVIe siècle ; cependant, c'est une figure qui n'occupe que peu de place dans la peinture italienne de l'époque — ce qui offre d'autant plus d'intérêt à son interprétation par Caravage.

## Description et analyse

### Un personnage saisi dans l'instant

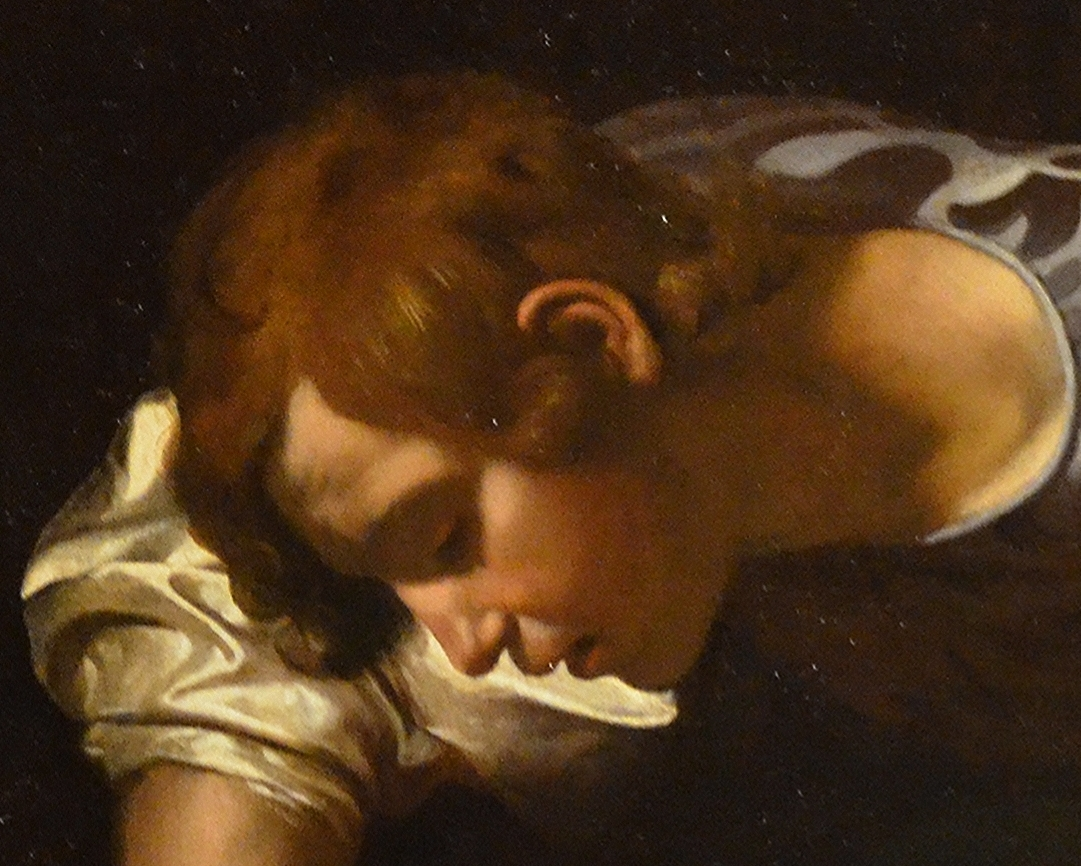
Narcisse, tout absorbé par son reflet et les lèvres entrouvertes, semble immergé dans le moment.

Le portrait de Narcisse est un gros plan qui présente le personnage agenouillé au bord d'une mare qui reflète son image : ce reflet occupe toute la moitié inférieure de la toile. Son visage apparaît exactement de profil, des mèches de cheveux blonds tombent sur son front et dégagent entièrement son oreille gauche, ce qui pourrait d'ailleurs très bien correspondre à la description physique de Narcisse que propose Philostrate dans ses Images. Bien que le mythe de Narcisse soit très ancien, les habits du personnage correspondent plutôt à l'époque du peintre qu'à l'Antiquité — un choix tout à fait typique de Caravage et de ses suiveurs caravagesques. Caravage s'oppose ainsi à ses prédécesseurs en faisant de Narcisse un contemporain, vêtu d'un élégant pourpoint. Le motif floral de son corselet est souligné par la lumière venant du haut, lumière d'ordre surnaturel ou mystique qui éclaire l'ombre de la nuit. Entièrement absorbé dans sa propre contemplation, la bouche entrouverte (Michael Fried évoque plus exactement ce moment où l'absorbement se mue en « immersion »), le jeune homme touche à peine la surface de l'eau qui n'est pas encore troublée par son mouvement, ce qui signifie qu'il n'a pas encore compris l'inéluctable destin qui est le sien. Pour Roberto Longhi, son visage est celui d'un « vagabond mélancolique ». Sur le sol qui borde la mare, une étoffe d'un bleu plus foncé que le pourpoint couvre sans doute le genou gauche du jeune homme, tandis que son genou droit est dénudé et occupe le plein centre de la composition.
Le traitement pictural est particulièrement dépouillé : pas de décor, un fond très sombre et indistinct, pas de personnage secondaire ni d'accessoire. Alors que le thème de Narcisse permet habituellement aux peintres de représenter des décors printaniers de bord d'étang, Caravage choisit de ne placer ni une fleur ni un brin d'herbe près du malheureux jeune homme : en cela, son Narcisse est nettement plus proche de la vision qu'en a Dante que de celle d'Ovide. L'artiste fait donc ici preuve d'une économie figurative tout à fait radicale, mais qui peut se situer dans la lignée de certaines approches déjà connues de lui, notamment celle de l'école vénitienne (à l'instar de Giorgione). Il s'agit là malgré tout d'une conception générale tout à fait nouvelle, dans la mesure où cette suppression de tout détail descriptif marque une orientation vers l'abstraction conceptuelle.

### Une allégorie complexe

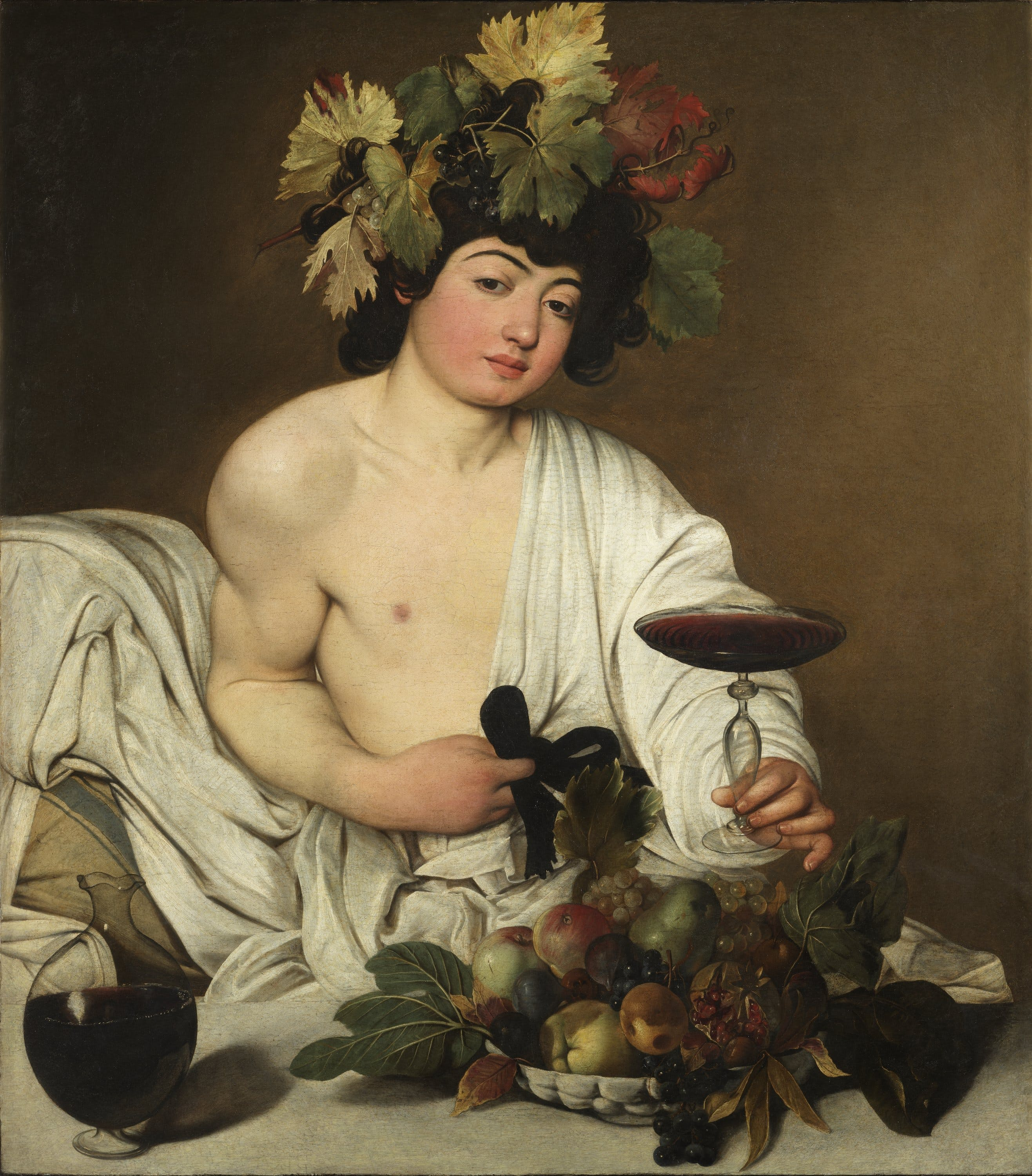
Dans la plupart des tableaux mythologiques de Caravage, comme ici le Bacchus, l'interaction personnage-spectateur est centrale ; mais dans Narcisse la complexité se situe entre le personnage et son reflet.

Le sujet de Narcisse observant amoureusement son double en image est l'occasion pour Caravage de traiter un thème qu'il affectionne : celui de la représentation picturale, et en particulier vue sous l'angle de la peinture mimétique.
En effet, la portée allégorique du tableau s'étend dans plusieurs directions. D'une part, de façon presque littérale par rapport au mythe ovidien, le tableau traite le sujet de manière circulaire : au cercle des bras reflétés dans l'eau vient s'ajouter dans un raccourci extraordinaire celui du genou au centre, ce qui transmet une impression de concentration intense autour d'un personnage amoureux de lui-même, voire prisonnier de lui-même — prisonnier d'une étreinte impossible et sans issue. Ce moment de l'étreinte et de l'embrassade est d'ailleurs suggéré par les lèvres entrouvertes et tendues, associées à la main déjà plongée dans l'eau comme pour la saisir et l'amener à lui. C'est là un ajout notable par rapport au traitement dont Caravage est coutumier pour ses toiles à thème mythologique (Bacchus, Méduse, L'Amour victorieux, etc.) : elles témoignent presque toutes de la complexité des interactions entre un personnage isolé et le spectateur, alors que dans ce cas précis c'est l'interaction entre le personnage et son propre reflet qui est mise en scène. Selon l'analyse du chercheur américain Michael Fried, c'est même là un trait tout à fait particulier de l'art de Caravage (qu'il partage avec Gustave Courbet) que de pratiquer une peinture « comprise comme l'expression, en premier lieu, d'un rapport essentiel […] que le peintre noue à lui-même ». En ce sens, le Narcisse illustre de manière éclatante l'art de l'autoportrait qui est si récurrent dans l’œuvre de Caravage.
Mais au-delà de l'aspect auto-centré, l'allégorie s'étend à l'interprétation de Narcisse et de son image comme symbole même de la peinture, voire comme son inventeur légendaire. L'interrogation classique se retrouve ici : quelle est la relation entre l'art et la nature, entre la réalité et l'illusion ? Cette œuvre permet de rendre hommage au pouvoir mimétique et donc illusionniste de la peinture, et à celui du peintre qui crée ainsi de toutes pièces un nouveau monde dupliqué sur le premier. En guise d'appui à son analyse, l'historienne de l'art Helen Langdon renvoie à la tradition philosophique et littéraire qui ne manque pas de jouer sur cette allégorie, de Philostrate au poète Giovan Battista Marino qui se trouve être un très proche de Caravage.
La chercheuse Susanna Berger propose, à la suite de plusieurs de ses collègues, de voir également une forme de pouvoir quasi thérapeutique à ce type de représentation : le malaise physique et émotionnel transmis par le modèle sur la toile aurait ainsi l'effet d'alléger ce malaise chez le spectateur.

### Composition: le cercle et la symétrie
La composition du tableau est extraordinaire : la chercheuse Rossella Vodret parle à son sujet d'une « invention exceptionnelle » et fascinante, qui contribue d'après elle à en faire « l'un des tableaux les plus suggestifs et envoûtants de la peinture italienne de tous les temps ».
Dans l'interprétation picturale de Caravage, Narcisse se contemple dans l'eau, à genoux, les bras ouverts marquant les bords droit et gauche du tableau, en une composition formant un cercle avec son reflet en double inversé et dont un genou marque le centre : ce genou joue un rôle de pivot dans cette composition élaborée,. Dans son étude séminale de 1922, le critique d'art Matteo Marangoni évoque le genou de Narcisse en le rapprochant du poing replié de l'apôtre au milieu du tableau (désormais disparu) Le Christ au Mont des Oliviers : pour lui, ce sont là d'« admirables » exemples de l'art de Caravage, révélés dans « la vérité plastique du clair-obscur ». 

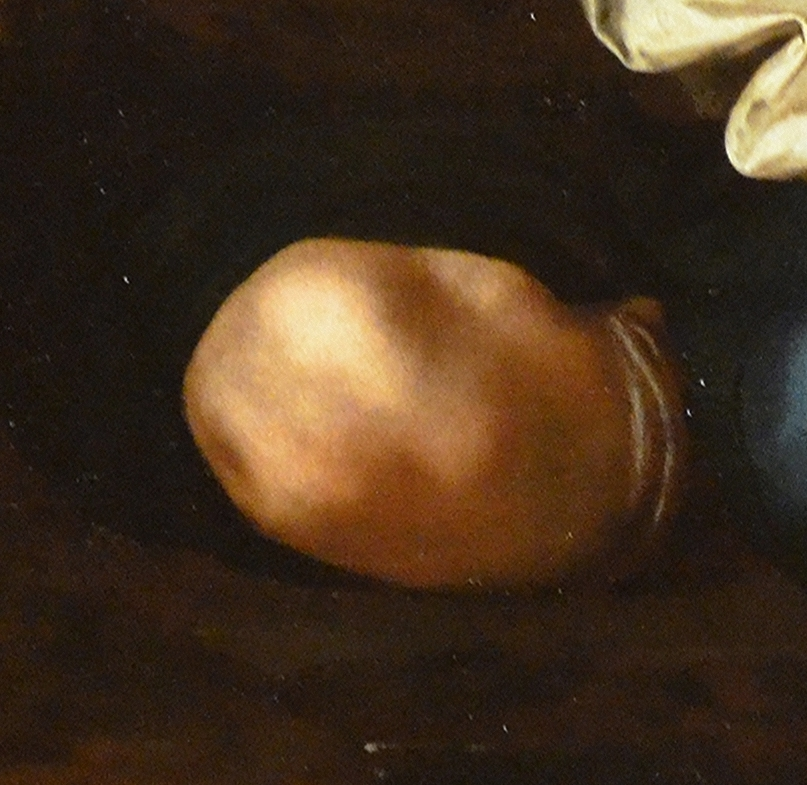
Le genou de Narcisse au centre du tableau.
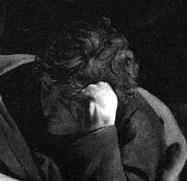
Le poing serré au centre du Christ au Mont des Oliviers.

Selon l'analyse de l'historien de l'art Avigdor Posèq, le regard du spectateur est d'abord attiré par le profil du modèle, vivement éclairé ; puis le regard suit naturellement la direction de la gauche vers la droite et avance vers la nuque du personnage pour ensuite descendre le long du bras vers l'image inversée. La nuque et les bras semblent avoir été anormalement étirés vers les bords de la toile pour obtenir ce cercle. Marangoni parle aussi d'un « circuit idéal » pivotant autour du genou au centre. Plusieurs études insistent sur cet extraordinaire genou central, qui occupe ici la position du phallus comme le fait remarquer Hubert Damisch, « tout inondé de lumière » selon Michael Fried, « presque obscène dans sa nudité photogénique, auquel le regard revient sans cesse ». Ces remarques sont cohérentes avec l'aspect érotique que peut revêtir la nudité d'un genou, dans le contexte culturel de l'Italie du XVIIe siècle.
Ce motif circulaire peut être rapproché des choix effectués par Caravage dans des tableaux comme la Madeleine repentante ou la Conversion de saint Paul de la chapelle Cerasi.

Caravage propose différentes compositions circulaires
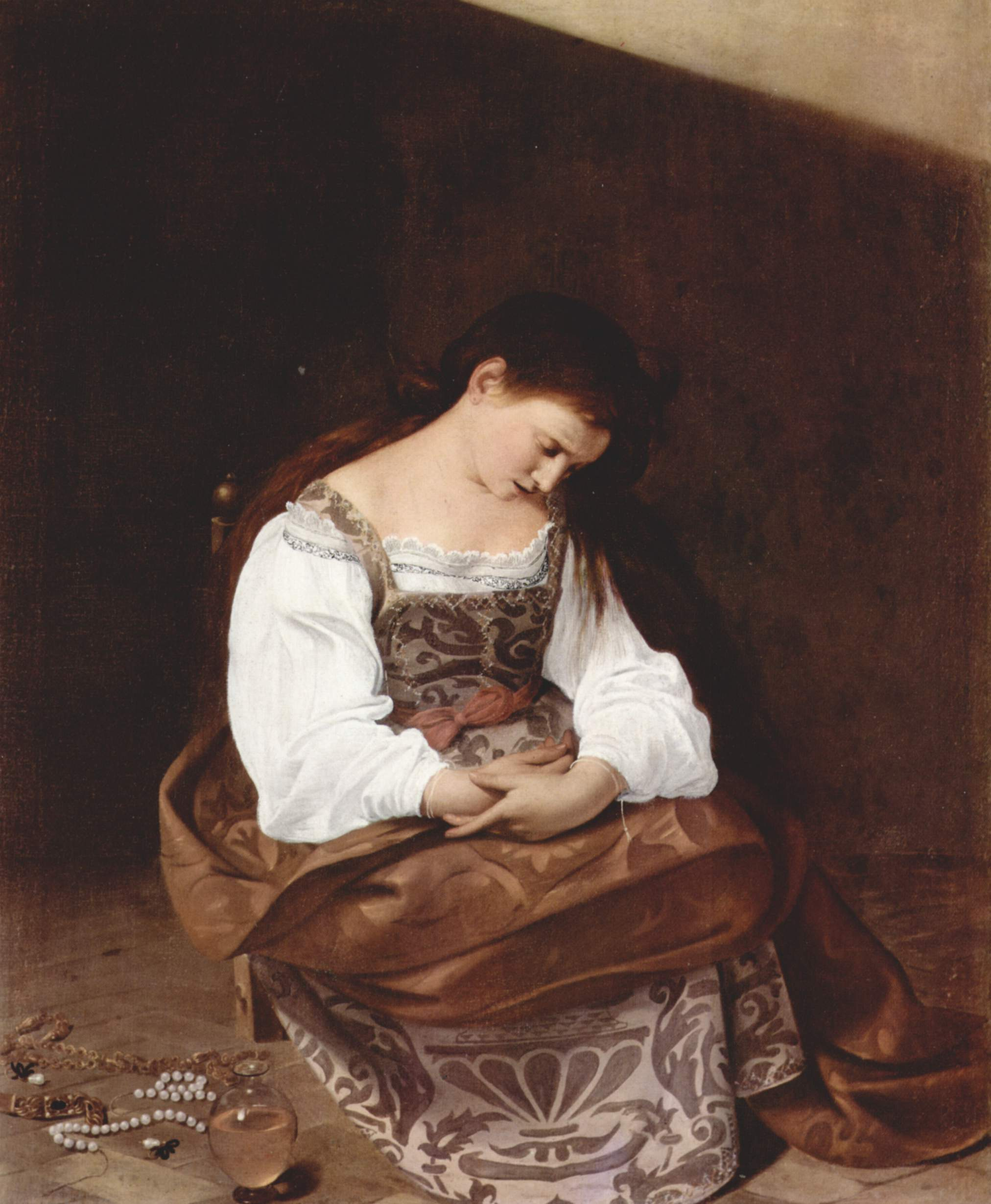
Madeleine repentante, v. 1593-1594, galerie Doria-Pamphilj, Rome.
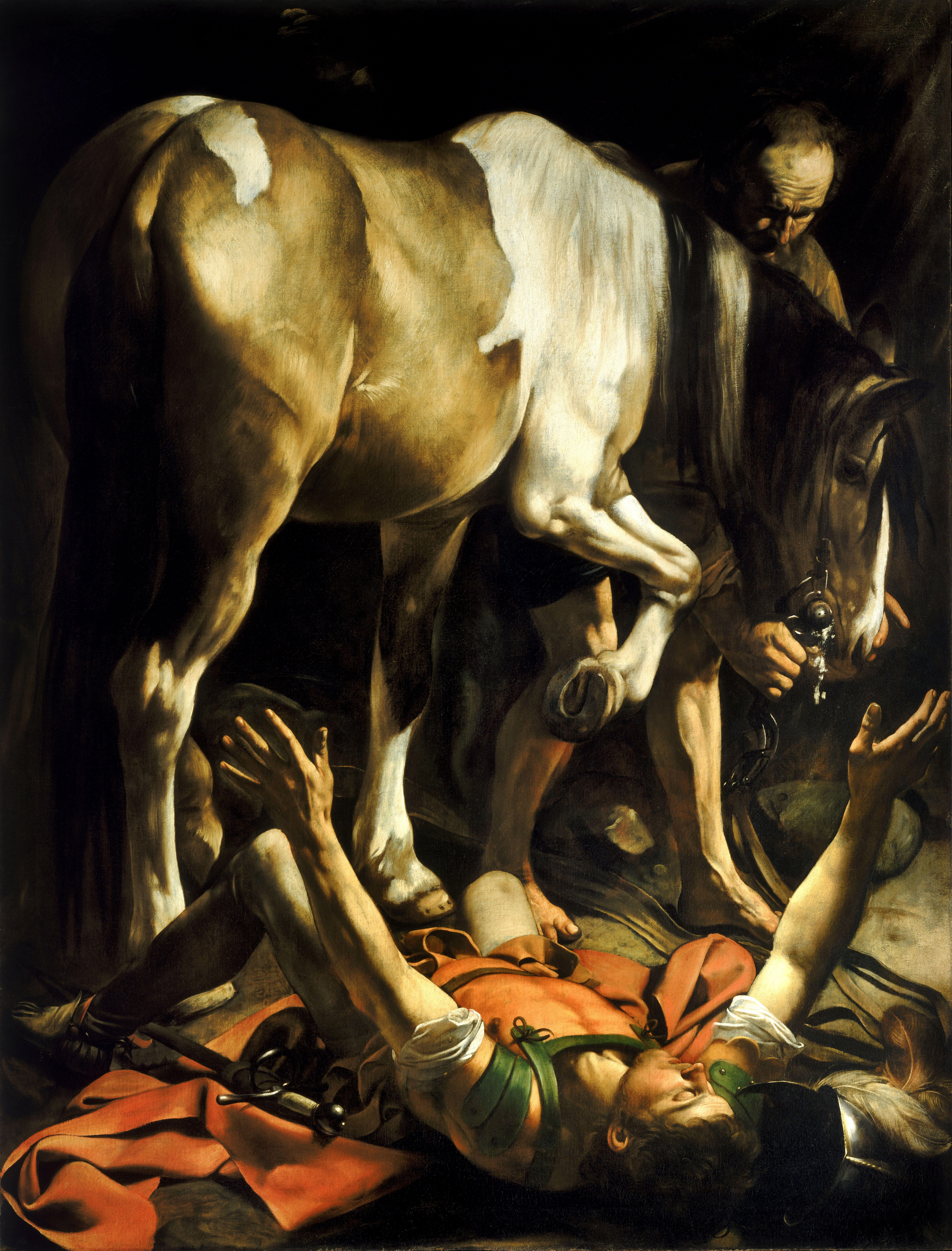
La Conversion de saint Paul, entre 1600 et 1604, église Santa Maria del Popolo, Rome.

Ce schéma de composition tout à fait insolite peut faire penser aux figures des cartes à jouer modernes, qui sont représentées de manière symétrique pour pouvoir être vues à l'identique en miroir, indépendamment du sens de la carte. L'usage de miroirs par Caravage est assez bien établi, notamment pour ce qui concerne la réalisation d'autoportraits de jeunesse (Le Petit Bacchus malade en constituerait un exemple) ; peut-être a-t-il également recours à un jeu de miroirs pour mettre au point la composition de Narcisse. Le professeur Stephen Bann souligne d'ailleurs l'étrange rapport de réciprocité « quasi parfaite » entre le personnage et son reflet, comme s'ils appartenaient au même plan alors qu'en principe les objets reflétés se distinguent des objets réels selon l'angle du point de vue : l'impression de profondeur s'efface comme si l'ensemble de la toile constituait un reflet dans un miroir.

### Influences et échos
Certaines influences picturales peuvent être suggérées pour expliquer les choix iconographiques de l'artiste : un Narcisse dessiné antérieurement par un graveur romain du nom de Barlacchi propose déjà une position agenouillée, à l'instar d'un autre Narcisse sculpté par Filarete ; mais c'est surtout le possible précédent de Raphaël qui intéresse les critiques et historiens d'art, à cause d'un médaillon en stuc présent au Vatican et qui pourrait évoquer la pose du Narcisse de Caravage. Par ailleurs, un bas-relief retrouvé sur un sarcophage grec antique montre le personnage d'Égisthe tué par Oreste : la pose qui entremêle les corps symétriques des deux personnages est là encore évocatrice de celle retenue par Caravage, et le rapprochement est d'autant plus intéressant que ce bas-relief se trouve reproduit dans un catalogue appartenant au marquis Giustiniani, l'un des mécènes et commanditaires habituels du peintre milanais. Il est donc possible que Caravage ait pu avoir accès à cette référence iconographique par ce biais.
Le modèle ayant posé pour Narcisse se retrouve probablement dans d'autres toiles de Caravage, comme le David et Goliath de Madrid où Longhi identifie le même visage en profil parfait, comme pris dans un étau. Le peintre milanais s'inspire en effet régulièrement de modèles récurrents : ce même jeune homme aux traits fins pourrait figurer dans plusieurs tableaux de sa période romaine, comme Les Tricheurs où il tient le rôle du garçon qui tire une carte de sa ceinture. Bien que son identité ne soit pas certaine, il pourrait s'agir d'un certain Giulio, que d'autres peintres romains de l'époque prennent également pour modèle. Son oreille de grande taille est notable sur chacun des tableaux où il apparaît, bien qu'il semble la dissimuler en arborant cheveux longs et favoris.

Un modèle récurrent
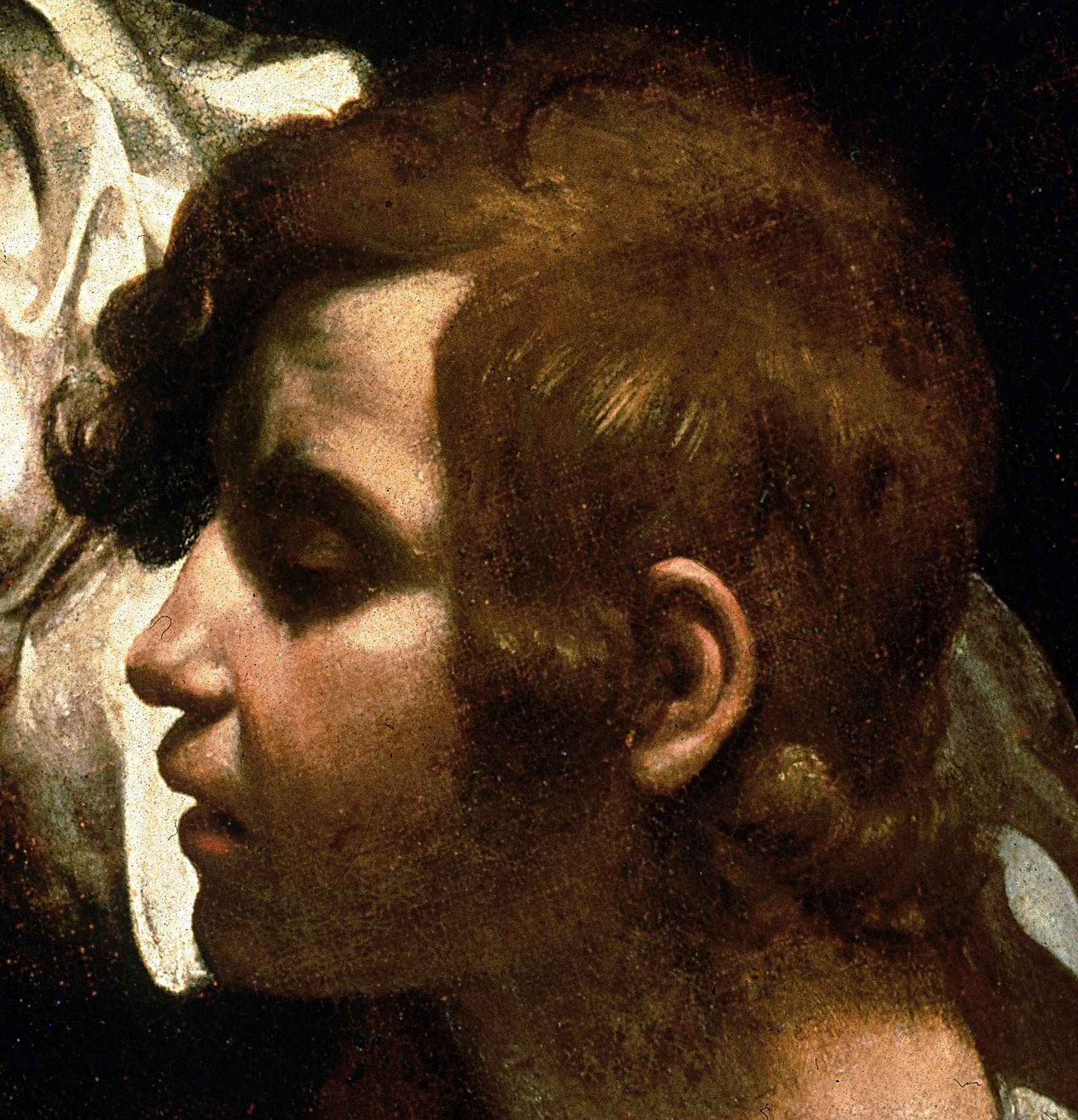
Narcisse (vu avec une rotation de 45°).
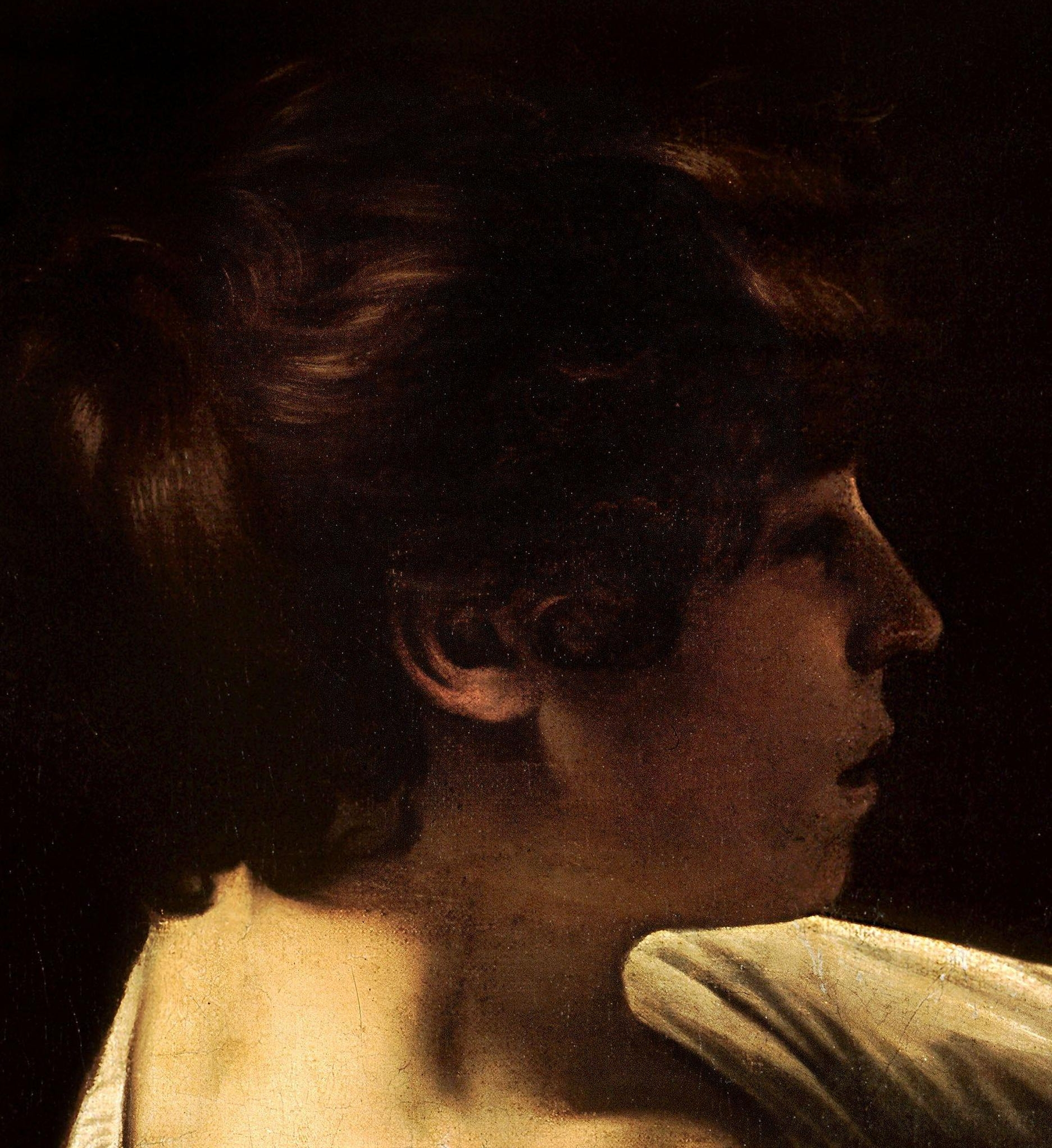
Le profil de David vu en rotation de 45° (David et Goliath, v. 1600, musée du Prado, Madrid.)
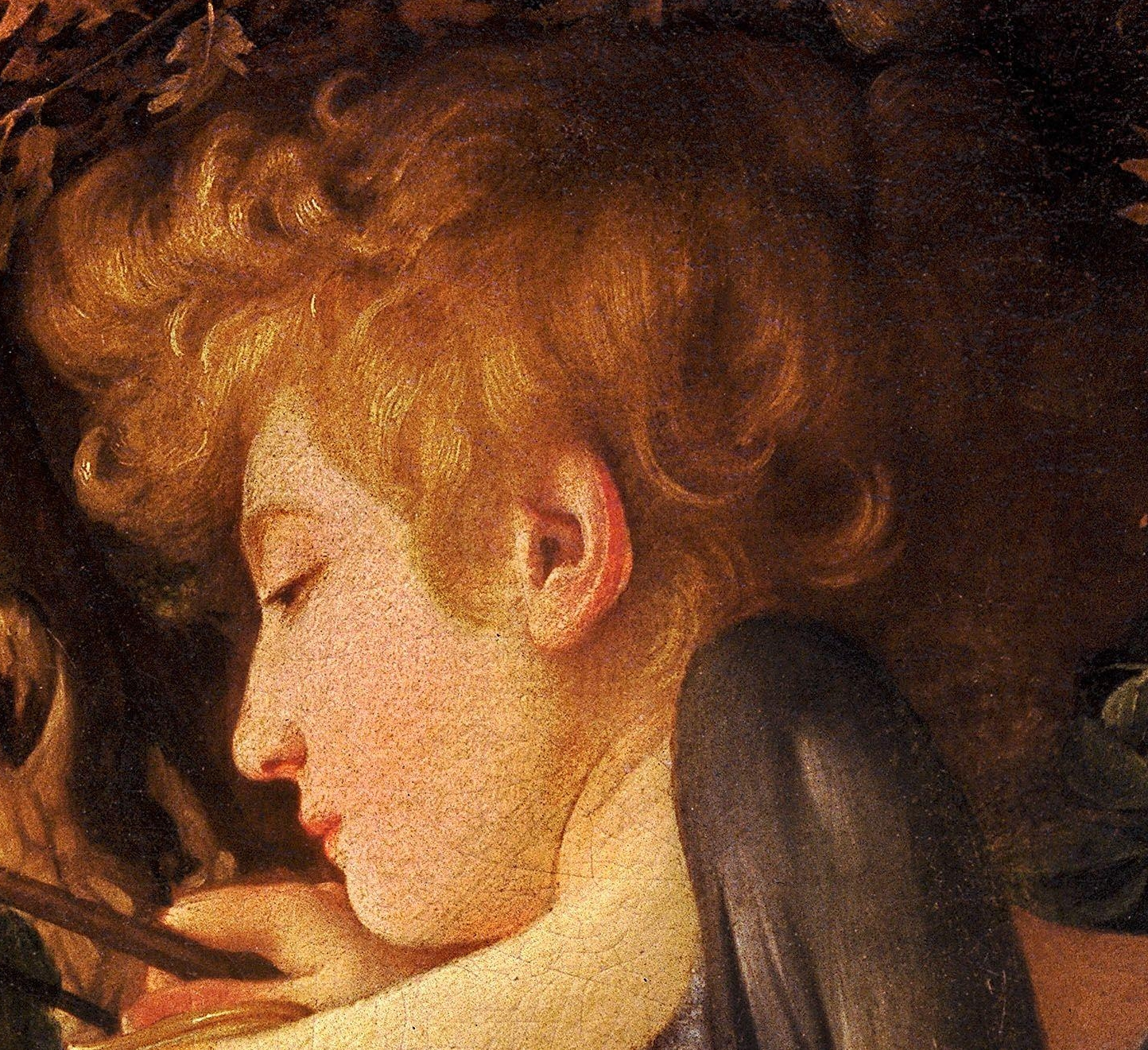
Le Repos pendant la fuite en Égypte (détail), v. 1596-1597, galerie Doria-Pamphilj, Rome.
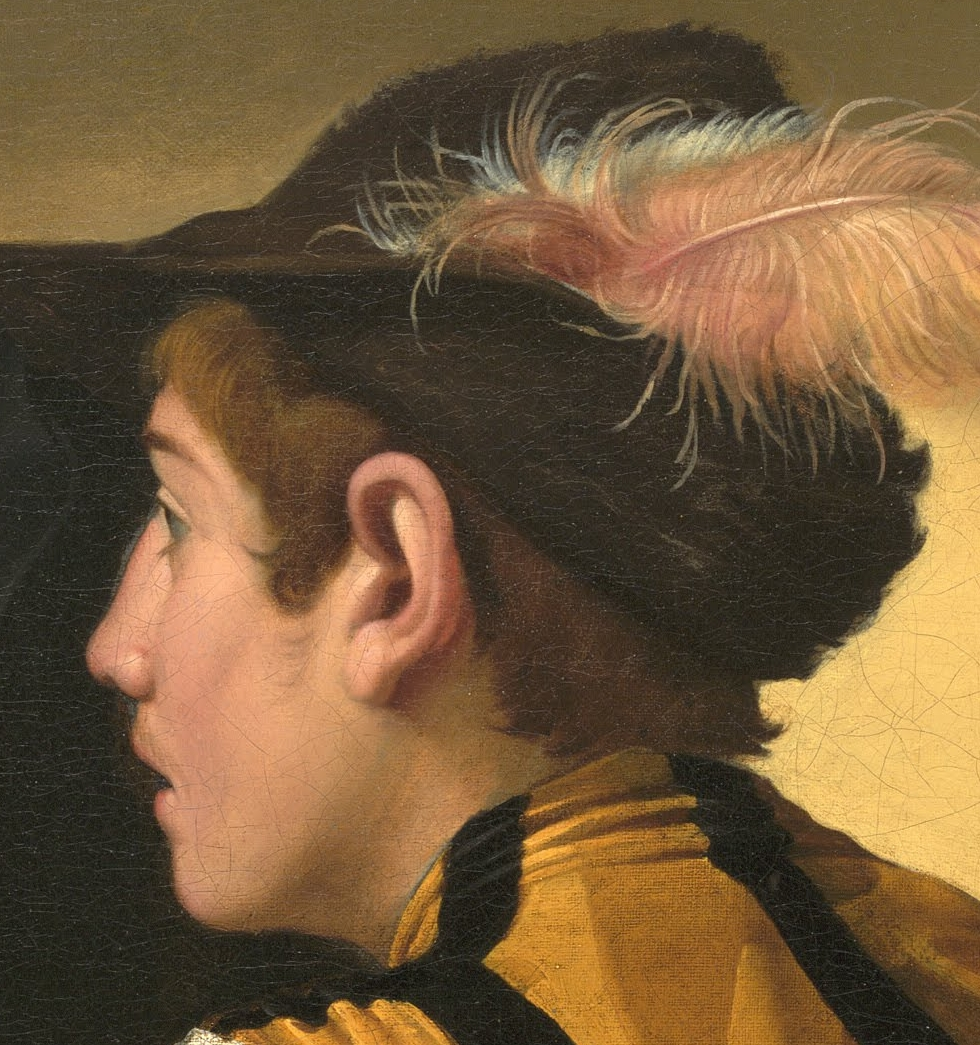
Les Tricheurs (détail), v. 1595, musée d'art Kimbell, Fort Worth (Texas).

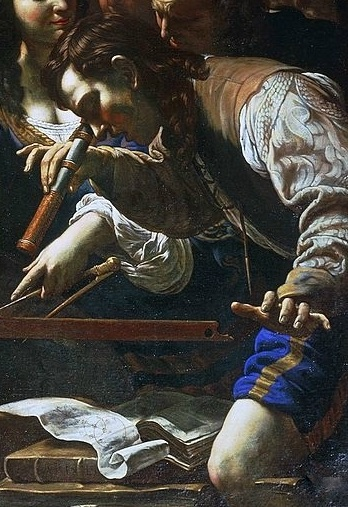
Dans ce détail des Astronomes (v. 1645, galerie Spada de Rome), Tornioli cite visiblement le modèle du Narcisse de Caravage.

La recherche n'a pas permis d'identifier de copies contemporaines du tableau. En revanche, il semble avoir suffisamment été remarqué en son temps pour servir d'inspiration à plusieurs artistes qui en reprennent le modèle : le Dominiquin dans son propre Narcisse, Nicolas Poussin dans L'Empire de Flore ou encore Niccolò Tornioli dans Les Astronomes.